# Manuel Walser
Manuel Walser (* 1989 in St. Gallen) ist ein Schweizer Konzert- und Opernsänger (Bariton).

## Biografie
Walser studierte 2008 bis 2014 bei Thomas Quasthoff an der Hochschule für Musik Hanns Eisler Berlin. Von 2014 bis 2019 war er festes Ensemblemitglied der Wiener Staatsoper. Daneben trat er bei den Salzburger Festspielen, an der Berliner Staatsoper Unter den Linden und an der Opéra de Vichy auf. Er sang europaweit Liederabende an grossen Konzerthäusern und wurde dabei unter anderem von Akemi Murakami, Wolfram Rieger und Jonathan Ware begleitet. Als Solist für Barockwerke trat er unter anderem unter Ton Koopman, Rudolf Lutz und Thomas Quasthoff auf und arbeitete mit Ensembles wie dem Bach-Consort, dem Concentus Musicus, der J. S. Bach-Stiftung und dem Israel Philharmonic Orchestra.

## Opernrollen (Auswahl)
- Alessio (La Sonnambula)
- Brutamonte (Fierabras)
- Cristiano (Un ballo in maschera)
- Dancaïro (Carmen)
- Donner (Das Rheingold)
- Haly (L’italiana in Algeri)
- Harlekin (Ariadne auf Naxos)
- Jäger (Rusalka)
- Marullo (Rigoletto)
- Masetto (Don Giovanni)
- Montano (Otello)
- Peter (Hänsel und Gretel)
- Publio (La clemenza di Tito)
- Schaunard (La Bohème)
- 2. Nazarener (Salome)

## Auszeichnungen
- 2005: Schweizerischer Jugendmusikwettbewerb – 1. Preis
- 2013: Internationaler Wettbewerb „Das Lied“ – 1. Preis und Publikumspreis
- 2014: Preis der Armin Weltner Stiftung

## Aufnahmen
- 2014: Complete Works for Voice and Piano von Richard Strauss (Twopianists)
- 2017: Complete Songs – Vol. 3 von Fanny Hensel (Champs Hill Records)